# Zenobio di Glak
Zenobio di Glak (V secolo – V secolo) è stato un vescovo, scrittore e storico armeno.
Diventò il primo abate del Monastero di Glak, o Monastero di Surb Karapet, dedicato a San Giovanni Battista, nel cantone di Taron in Armenia.
Egli scrisse la Storia, una cronologia che avrebbe costituito le basi della Storia di Taron di Giovanni Mamikonian, 35º abate di Glak dopo Zenobio, nel X secolo.

## LaStoriadi Zenobio
Essa consiste in un resoconto piuttosto leggendario delle vicende dal santo patrono della Chiesa apostolica armena, San Gregorio Illuminatore. Si ritiene fosse stata scritta nel V secolo in siriaco, tanto che alcuni studiosi ritengono Zenobio di discendenza sira, e tradotta in armeno in un secolo successivo.